# U Blog
U Blog 是香港一個網上博客平台，為香港經濟日報集團有限公司旗下U Lifestyle網站成員之一。
該網站可以讓U Lifestyle會員免費上載個人文章，分享各類個人生活相關體驗，包括旅遊、美容、飲食及其他分享如玩樂、科技、潮流等。

## 歷史
- 該網站之雛型為 U Travel 及 U Beauty 之博客區，在融合兩個博客區並加入其他分類如飲食及生活後，U Blog於2014年6月12日正式開始運作。

## 軟體及內容管理系統
- 該網站運行WordPress 3.7.1 系統

## 文章分類
- 旅遊
  - 旅遊類文章與U Travel網站博客區相連
  - 可再細分為不同國家及主題類別

- 美容
  - 美容類文章與U Beauty網站博客區相連

- 飲食
  - 飲食類文章與U Food網站博客區相連
  - 再細分為不同國家菜式及主題類別

- 玩樂
  - 例如：運動、汽車、影音娛樂

- 科技
  - 例如：數碼產品、電子遊戲

- 生活
  - 例如：星相命理、趣聞、知識

- 潮流
  - 例如：衣著穿搭、鐘錶首飾

- 寵物
  - 例如：水世界、雀鳥

- 財經
  - 例如：創業、金融、理財

## 博客分類
- 推薦博客
  - 為U Travel、U Beauty及U Food網站個別邀請的博客

- 會員博客
  - 為用家自行登記的博客
  - 沒有特地規限或區分博客所撰寫之文章類型

## 博客專享活動
- U Blog會不定期舉辦各項博客專享活動，供會員博客自由參與

## 同類網站
- Yahoo! BLOG：Yahoo網誌社交網絡平台已於2013年12月26日停止服務[3]
- Windows Live Spaces：微軟推出的網誌社交網絡平台，已於2010年9月28日停止服務
- Qooza[4]
- Mysinablog

## 外部連結
- http://blog.ulifestyle.com.hk U Blog 網站 （页面存档备份，存于）
- http://www.facebook.com/blog.ulifestyle U Blog Facebook 專頁 （页面存档备份，存于）
- 網誌 - 香港網絡大典 （页面存档备份，存于）